# L'espoir
『l'espoir』（レスポワール）は、上原れなの3作目のアルバム。2012年2月22日にフィックスレコードからSACDハイブリッド盤としてリリースされた。

## 概要
前作『Jewelry Songs』からおよそ2年ぶりとなるアルバム。PCゲームソフト『WHITE ALBUM2』のタイアップ曲を中心に、CD未発表のタイアップ曲が多く収録された。初回生産盤には、なかむらたけしによる『WHITE ALBUM2』描き下ろしスリーブが付属。

## 収録曲
1. 幸せな記憶 [4:01]
作詞：須谷尚子、作曲：石川真也、編曲：衣笠道雄
  - PCゲームソフト『WHITE ALBUM2 -closing chapter-』オープニングテーマ。
2. 虹色の風 [4:04]
作詞:須谷尚子、作曲・編曲:衣笠道雄
  - PSPソフト『ToHeart2 ダンジョントラベラーズ』オープニングテーマ。
3. Sweet days [4:27]
作詞：未海、作曲・編曲：松岡純也
4. 旅立ち [5:12]
作詞：遠藤葉月、作曲・編曲：衣笠道雄
  - OVA『ToHeart2 adnext』エンディングテーマ。5thシングル「トキメキ」のカップリング曲。
5. 君だけのヒーロー [3:57]
作詞：U、作曲：石川真也、編曲：衣笠道雄
6. HIGH SPIRITS [4:22]
作詞：上原れな、作曲・編曲：衣笠道雄
7. トキメキ [4:42]
作詞:須谷尚子、作曲・編曲:松岡純也
  - OVA『ToHeart2 adnext』オープニングテーマ。5thシングル。
8. my friend [4:27]
作詞：須谷尚子、作曲・編曲：衣笠道雄
  - PSPソフト『ToHeart2 ダンジョントラベラーズ』エンディングテーマ。
9. After All ～綴る想い～ (acoustic version) [5:21]
作詞：未海、作曲：石川真也、編曲：松岡純也
  - PCゲームソフト『WHITE ALBUM2 -introdutory chapter-』および『WHITE ALBUM2 -closing chapter-』挿入歌のアコースティックバージョン。
10. 届かない恋 [5:09]
作詞：須谷尚子、作曲：石川真也、編曲：松岡純也
  - PCゲームソフト『WHITE ALBUM2 -introdutory chapter-』オープニングテーマ。『WHITE ALBUM2 -closing chapter-』でも『coda』オープニングテーマとして使用された。
11. 優しい嘘 [5:38]
作詞：須谷尚子、作曲・編曲：松岡純也
  - PCゲームソフト『WHITE ALBUM2 -closing chapter-』エンディングテーマ。
12. ウエディング・ベル [4:06]
作詞：上原れな、作曲・編曲：衣笠道雄
13. closing [6:03]
作詞：下川直哉・須谷尚子、作曲：下川直哉、編曲：衣笠道雄
  - PCゲームソフト『WHITE ALBUM2 -closing chapter-』エンディングテーマ。
14. 泡沫の声 [4:35]
作詞・作曲：上原れな、編曲：衣笠道雄
  - 上原れなが初めての作曲を行った曲である。